# 28793 Donaldpaul
28793 Donaldpaul è un asteroide della fascia principale. Scoperto nel 2000, presenta un'orbita caratterizzata da un semiasse maggiore pari a 2,5805479 au e da un'eccentricità di 0,0882893, inclinata di 3,08882° rispetto all'eclittica.